# Дроґішка
Дроґішка (пол. Drogiszka) — село в Польщі, у гміні Стшеґово Млавського повіту Мазовецького воєводства.
Населення — 291 особа (2011).
У 1975-1998 роках село належало до Цехановського воєводства.

## Демографія
Демографічна структура станом на 31 березня 2011 року:
|          | Загалом | Допрацездатний вік | Працездатний вік | Постпрацездатний вік |
| -------- | ------- | ------------------ | ---------------- | -------------------- |
| Чоловіки | 153     | 44                 | 97               | 12                   |
| Жінки    | 138     | 25                 | 75               | 38                   |
| Разом    | 291     | 69                 | 172              | 50                   |